# Domasan
Domasan is een bestuurslaag in het regentschap Tulungagung van de provincie Oost-Java, Indonesië. Domasan telt 3142 inwoners (volkstelling 2010).